# Космос-2377
Космос-2377 је један од преко 2400 совјетских вјештачких сателита лансираних у оквиру програма Космос.
Космос-2377 је лансиран са космодрома Плесецк, Русија, 29. маја 2001. Ракета-носач Сојуз је поставила сателит у орбиту око планете Земље. 